# Лінійні крейсери класу «Корейджес»
Лінійні крейсери класу «Корейджес» — клас лінійних крейсерів ВМС Великої Британії часів Першої світової війни, перебудованих згодом на авіаносці класу «Корейджес».

## Представники
| Назва                | Номер | Будівництво                  | Закладений           | Спущений на воду    | Вступив у стрій       | Доля                                                                      |
| -------------------- | ----- | ---------------------------- | -------------------- | ------------------- | --------------------- | ------------------------------------------------------------------------- |
| Корейджес Courageous | 50    | Armstrong Whitworth, Волсенд | 26 березня 1915 року | 5 лютого 1916 року  | 4 листопада 1916 року | переобладнаний на авіаносець у 1928 році, потоплений 17 вересня 1939 року |
| Глорієс Glorious     | 77    | Harland and Wolff, Белфаст   | 1 травня 1915 року   | 20 квітня 1916 року | 31 грудня 1916 року   | переобладнаний на авіаносець у 1930 році, потоплений 8 червня 1940 року   |
| Ф'юріос Furious      | 47    | Armstrong Whitworth, Волсенд | 8 червня 1915 року   | 15 серпня 1916 року | 26 червня 1917 року   | переобладнаний на авіаносець у 1917 році, проданий на злам у 1948 році    |

## Історія створення
У 1909 році британський адмірал, лорд Джон Фішер запропонував на випадок війни план десантної операції проти Німеччини. З початком війни до плану, який отримав назву «Балтійський проєкт», повернулись знову. Проєкт передбачав висадку великої кількості британських і російських військ на пологому балтійському узбережжі у Померанії. Для прикриття десантної операції лорд Фішер ініціював побудову двох потужних кораблів (згодом був замовлений ще один корабель), які повинні були мати невелику осадку, щоб мати змогу прорватись через Данські протоки та діяти у мілководному Балтійському морі, а також високу швидкість та гармати великого калібру.
Але для виконання цих суперечливих вимог довелось відмовитись від нормального бронювання.
Кораблі були закладені у 1915 році. Невдача Дарданельської операції показала також імовірні проблеми «Балтійського проєкту». Незабаром лорд Фішер змушений був піти у відставку. Але будівництво кораблів тривало. Перші два («Корейджес» та «Глорієс») вступили у стрій у 1916 році. Вони лише раз взяли участь у бойових діях (Друга битва в Гельголандській бухті, 17 листопада 1917 року), де показали себе незадовільно, і були виведені в резерв, де використовувались як навчальні кораблі.
Зважаючи на негативний досвід, недобудований «Ф'юріос» у декілька етапів був переобладнаний на авіаносець.
Після закінчення війни, у 1922 році була скликана Вашингтонська морська конференція, рішення якої обмежила загальний тоннаж флотів провідних морських країн. Тому було вирішено переобладнати на авіаносці також крейсери «Корейджес» та «Глорієс». Роботи почались у 1924 році. «Корейджес» вступив у стрій як авіаносець у 1928 році, «Глорієс» — у 1930 році.

## Конструкція

### Корпус
Для досягнення замовленої швидкості у 32 вузли корпус кораблів був довгим (239,8 м) та вузьким (24,7 м). Він був розділений водонепроникними перебірками на 30 відсіків.
Корпус корабля по висоті був розділений 4 палубами (напівбак, верхня, головна та нижня палуби), а також настилом подвійного дна,

### Бронювання
Броньовий пояс складався з 51-мм сталевих плит, встановлених на 25-мм обшивку, що разом становило 76-мм. Але насправді така броня могла витримати лише влучання снарядів середнього калібру. Пояс прикривав корпус корабля на 1,37 м нижче ватерлінії. Його загальна висота становила 8,38 м, таким чином він прикривав набагато більшу площу, порівняти з крейсерами попереднього покоління.
Лобова броня башт становила 229 мм, задньої стінки — 279 мм, бокових стінок — 178 мм, даху — 108 мм.
Передня бойова руба спочатку мала бронювання стінок 178 мм, згодом його збільшили до 254 мм. Бронювання підлоги становило 76 мм, даху — 51 мм. Бронювання стінок центрального посту керування вогнем становило 152 мм, даху — 76 мм.
Головна палуба спочатку мала товщину 19 мм, але після Ютландської битви її товщину збільшили до 44,5-51 мм.

### Силова установка
Для забезпечення потрібної швидкості на кораблях були встановлені 18 котлів типу «Yarrow» з водонагрівними трубками малого діаметра. Супроти котлів, у яких використовувались трубки великого діаметра, це дало змогу забезпечити розрахункову потужність у 90 000 к.с. Кораблі приводились у рух за допомогою 4 турбін типу «Parsons», які обертали 4 гребні вали з трилопатевими гвинтами.

### Озброєння
Для виконання поставлених задач на перших двох кораблях («Корейджесі» та «Глорієсі») як гармати головного калібру було вирішено встановити по дві спарені 381-мм гармати, розміщені у носовій та кормовій баштах відповідно.
На «Ф'юріосі» було вирішено встановити ще потужніші 457-мм гармати, розміщені по одній у носовій та кормовій баштах, із можливістю заміни на спарені 381-мм гармати у випадку невдачі із використанням 457-мм гармат.
Як гармати протимінної оборони на «Корейджесі» та «Глорієсі» встановили 6 строєних 102-мм гармат. Вони виявились неефективними, але встановити 152-мм гармати не вдалось через збільшення водотоннажності. На
«Ф'юріосі» були встановлені 11 140-мм гармат, виготовлених для військових кораблів грецьких ВМС, які були реквізовані із початком війни.
Крім того, на всіх кораблях були встановлені по дві 76-мм зенітні гармати, по дві 47-мм салютні гармати та по 5 кулеметів.
Початково на всіх трьох кораблях встановили по два підводні 533-мм торпедні апарати. Пізніше на «Глорієсі» встановили ще 12 надводних торпедних апаратів. На «Корейджесі» та «Ф'юріосі» встановили 2 носові торпедні апарати, а замість кормових встановили обладнання для постановки мін.

## Оцінка проєкту
Цей проєкт був унікальним випадком в історії кораблебудування. Побудовані як лінійні крейсери, ці кораблі виявились непотрібними, їх навіть вважали серйозною помилкою британського кораблебудування. Кораблі мали високу швидкість та серйозне озброєння, але при цьому були надзвичайно слабо броньовані, тому самі англійці називали їх не «лінійні крейсери», а розпливчатим формулюванням «великі легкі крейсери».
Вони були не здатні боротись навіть зі слабше озброєним противником.
Але згодом, після перебудови вони стали найкращими у світі авіаносцями та залишались такими тривалий час.